# Guazuma
Guazuma é um género botânico pertencente à família Malvaceae.

## Espécies
- Guazuma burbroma
- Guazuma coriacea
- Guazuma crinita
- Guazuma guazuma
- Guazuma longipedicellata
- Guazuma tomentosa
- Guazuma ulmifolia

1. ↑  «Guazuma — World Flora Online». www.worldfloraonline.org. Consultado em 19 de agosto de 2020